# Nácere Hayek
Nácere Hayek Calil (Santa Cruz de Tenerife, 15 de septiembre de 1922-Santa Cruz de Tenerife, 24 de abril de 2012) fue un matemático español de ascendencia libanesa, fundador de la Facultad de Matemáticas de la Universidad de La Laguna.

## Biografía
Nació en Santa Cruz de Tenerife en una familia de origen libanés. Hayek estudió en el Instituto Ireneo González de Santa Cruz, y posteriormente, en el IES Canarias Cabrera Pinto en San Cristóbal de La Laguna. Posteriormente realizó sus estudios de matemáticas en la Universidad de Barcelona.
Tras acabar sus estudios universitarios, fue profesor de la cátedra de Matemáticas en varios centros de la isla de Tenerife, entre ellos: el citado IES Canarias Cabrera Pinto, la Escuela Técnica de Aparejadores de la Universidad de La Laguna y la Escuela Superior de Náutica, entre otros centros.
En 1968 ocupó la cátedra de Matemáticas en la Universidad de La Laguna, donde desarrolló su labor docente e investigadora, hasta su jubilación en el año 1987. Prosiguió como profesor emérito hasta el año 2010. Durante su trayectoria científica publicó aproximadamente 200 trabajos de investigación en revistas de alto índice científico, destaca asimismo en su contribución a la formación de jóvenes investigadores. También ocupó las cátedras de las Universidades de Sevilla y de Las Palmas de Gran Canaria. Además ejerció como Presidente de la Academia Canaria de Ciencias.
En 1999 le fue otorgado el Premio de Canarias de Investigación e Innovación otorgado por el Gobierno de Canarias. También fue miembro de Honor de la Sociedad de Estadística e Investigación Operativa (1978), Vicepresidente de la Real Sociedad Matemática Española (1970-1998), Miembro de diversas Sociedades Internacionales de Matemáticas y de Corporaciones Culturales canarias.
Hayek falleció el 24 de abril de 2012 en la ciudad de Santa Cruz de Tenerife.

## Reconocimientos
- Medalla de oro de la Universidad de La Laguna (1988).[5]
- Premio de Canarias de Investigación e Innovación (1999).[3]
- Gran Cruz de la Orden Islas Canarias (2002).[4]
- La plaza de Física y Matemáticas de la Universidad de La Laguna lleva el nombre de Nácere Hayek, desde 2005.[6]
- Desde 2012 un puente ubicado en el barrio de Salamanca de Santa Cruz de Tenerife lleva el nombre de Nácere Hayek Calil.[7]